# HD 21743
HD 21743，又名BD+27 515，SAO 75970、HR 1065，是一颗恒星，视星等为5.96，位于銀經161.21，銀緯-23.17，其B1900.0坐标为赤經3h 25m 18.4s，赤緯+27° -23.17′ 50″。